# Lista över medlemmar i Kiss
Detta är en fullständig lista över alla musiker som har varit medlemmar i gruppen Kiss, samt vilket årtal de var medlemmar och vilka album de spelade på. 
| Tidsperiod                         | Medlemmar | Album |
| ---------------------------------- | --- | --- |
| (3 januari 1973-maj 1980)          | - Paul Stanley - kompgitarr, sång - Gene Simmons - bas, sång - Ace Frehley - gitarr, sång - Peter Criss - trummor, sång      | - Kiss - Hotter Than Hell - Dressed to Kill - Destroyer - Rock and Roll Over - Love Gun - Dynasty - Unmasked |
| (juli 1980-mars 1982)              | - Paul Stanley - kompgitarr, sång - Gene Simmons - bas, sång - Ace Frehley - sologitarr, sång - Eric Carr - trummor, sång    | - Music from "The Elder" - Creatures of the Night                                                            |
| (december 1982-mars 1984)          | - Paul Stanley - kompgitarr, sång - Gene Simmons - bas, sång - Vinnie Vincent - sologitarr - Eric Carr - trummor, sång       | - Lick It Up                                                                                                 |
| (maj 1984-7 december 1984)         | - Paul Stanley - kompgitarr, sång - Gene Simmons - bas, sång - Mark St. John - sologitarr - Eric Carr - trummor, sång        | - Animalize                                                                                                  |
| (8 december 1984-24 november 1991) | - Paul Stanley - kompgitarr, sång - Gene Simmons - bas, sång - Bruce Kulick - sologitarr - Eric Carr - trummor, sång         | - Asylum - Crazy Nights - Hot in the Shade                                                                   |
| (30 november 1991-16 april 1996)   | - Paul Stanley - kompgitarr, sång - Gene Simmons - bas, sång - Bruce Kulick - sologitarr, sång - Eric Singer - trummor, sång | - Revenge - Carnival of Souls: The Final Sessions                                                            |
| (16 augusti 1996-31 januari 2001)  | - Paul Stanley - kompgitarr, sång - Gene Simmons - bas, sång - Ace Frehley - sologitarr, sång - Peter Criss - trummor, sång  | - Psycho Circus                                                                                              |
| (31 januari 2001-februari 2002)    | - Paul Stanley - kompgitarr, sång - Gene Simmons - bas, sång - Ace Frehley - sologitarr, sång - Eric Singer - trummor, sång  | |
| (februari 2002-oktober 2002)       | - Paul Stanley - kompgitarr, sång - Gene Simmons - bas, sång - Tommy Thayer - gitarr - Eric Singer - trummor, sång           | |
| (oktober 2002-mars 2004)           | - Paul Stanley - kompgitarr, sång - Gene Simmons - bas, sång - Tommy Thayer - gitarr - Peter Criss - trummor, sång           | |
| (mars 2004-)                       | - Paul Stanley - kompgitarr, sång - Gene Simmons - bas, sång - Tommy Thayer - gitarr, sång - Eric Singer - trummor, sång     | - Sonic Boom - Monster                                                                                       |